# Louis Botinelly
Louis Marcel Botinelly est un sculpteur français né à Digne le 2 janvier 1883 et mort à Marseille le 26 mars 1962.

## Biographie
Louis Botinelly, né à Digne le 2 janvier 1883, est le fils d’un marbrier et tailleur de pierre, originaire du canton du Tessin (Suisse) et établi dans cette ville au moment de la naissance de Louis. La famille s’installa ensuite à Marseille, rue Saint-Pierre, dans un atelier dont le père de Botinelly avait hérité à la mort de son frère.
Grâce à une bourse de la ville de Marseille, Louis Botinelly peut séjourner en Italie en 1902 où il travaille dans l’atelier de Jules Coutan. En 1905, il est reçu premier à l’école nationale des beaux-arts de Paris. Il s’installe dans la capitale en 1906, où il réalise un grand nombre de ses œuvres. Il épousa une demoiselle Jeanne Marie Louise Gaillard, à Riez, le 14 décembre 1908. En 1911, il obtient une médaille de bronze pour son Dresseur d’oursons. Il est mobilisé en 1914 au 7e régiment du génie à Avignon.
Après la guerre, il divorça le 27 mai 1921 pour se remarier à Marseille le 15 décembre 1921 avec Madeleine Nicolet rencontrée à Avignon. Il s’installe au 14 de la rue Buffon où il a son atelier qu’il réaménage en 1933 à la naissance de sa fille. Comme de nombreux sculpteurs français de l’époque, il reçoit commande de plusieurs monuments aux morts à la mémoire des combattants dont celui de la ville d'Avignon, pour lequel il reçoit une somme de 30 100 francs.
Il participa à une compétition artistique aux Jeux olympiques d'été de 1932.
En 1943, l’armée d’occupation allemande ayant décidé de récupérer le bronze du mobilier urbain fait enlever plusieurs statues dont celles de Pierre-Antoine Berryer, Lamartine, Victor Gelu, l’Aveugle et le paralytique et le Dresseur d’oursons. Cette dernière statue put être sauvée grâce à l’intervention de Louis Botinelly et remontée sur son socle le 25 février 1945.
Louis Botinelly meurt le 26 mars 1962 dans son logement de la rue Buffon ; il repose au cimetière de Plan-de-Cuques.

## Postérité
Une rue de Marseille porte son nom.

## Style
Le style de Botinelly est un mélange de tradition figurative et de modernité. S’il n’innove pas, il sait évoluer avec l’esprit du temps. Les Colonies Asiatiques et Colonies Africaines conçues pour le concours lancé par la ville de Marseille en 1911, mais dont la réalisation est différée jusqu’1925 en raison de la guerre de 1914-1918, témoignent encore du style Beaux-Arts tandis que Le Docker (1936), sur la façade de la bourse du travail de Marseille, est influencé par l’art nouveau. Botinelly ne cessera d'évoluer, abandonnant la taille aux points pour la taille directe et travaillant des matériaux modernes comme le béton.

## Œuvres principales

### Monuments publics
| Nom                                                                          | Date      | Localisation                                                       | Note |
| ---------------------------------------------------------------------------- | --------- | ------------------------------------------------------------------ | --- |
| Le dresseur d'oursons                                                        | 1911      | Marseille, esplanade de la Tourette                                | Botinelly a commencé le travail de cette composition en réalisant une première version en plâtre qui a été exposée en 1911 au Salon où il obtient une médaille de 3e classe. Une version en bronze est ensuite réalisée en 1913, l'achat du bronze ayant été financé par son épouse Jeanne. Pour cette statue l'artiste reçoit le prix Desprez et une prime de 1000 francs. Cette statue est achetée par la ville de Marseille en août 1927 pour la somme de 25000 francs. Elle sera sauvée de la refonte pour la récupération du bronze pendant la seconde guerre mondiale grâce à l'intervention de Botinelly. Le groupe sera installé Place du Général-de-Gaulle jusqu'à la réalisation d'un parking souterrain qui nécessitera son transfert sur l'esplanade de la Tourrette faisant face à l'église Saint-Laurent. |
| Atlantes                                                                     | 1922      | Marseille, palais des arts du parc Chanot                          | Pour l'exposition coloniale de 1922 Botinelly est chargé par Marius Dubois de la décoration du palais de Marseille et des arts de la Provence, pavillon qui, contrairement aux autres, sera conservé pour accueillir le musée du Vieux Marseille qui sera transféré en 1967 dans la Maison Diamantée pour être ensuite en 2013 fusionné avec le musée d'histoire de Marseille. Botinnely réalise deux atlantes, génie de l'olivier et génie du pin, soutenant le balcon d'honneur donnant sur le parc. Un des modèles en plâtre de cette œuvre est présenté au Salon des artistes français de 1922. |
| Tête d'enfant                                                                | 1923      | Marseille, musée des Beaux-Arts                                    | Sculpture en marbre. |
| Les colonies d'Afrique et Les colonies d'Asie                                | 1923-1924 | Marseille, escalier de la gare Saint-Charles                       | De part et d’autre du dernier palier de l'escalier de la gare Marseille-Saint-Charles se trouvent, sculptés par Botinelly, deux groupes en pierre qui se font face et représentent Les Colonies d’Afrique pour celui placé à l’ouest et Les Colonies d’Asie pour celui situé à l’est. Les colonies sont représentées sous les traits de deux femmes qui se font face, allongées sur une banquette, deux enfants accompagnant chacune d’elles. - Les Colonies d’Asie : les traits de la femme rappellent ceux d’une princesse Khmer, avec à ses pieds une fillette coiffée d’un chignon et un jeune garçon. À sa gauche se trouve un lion qui rappelle également l’art khmer. Cette représentation s'inscrit dans la lignée de l’exposition coloniale de 1922, tenue au parc Chanot à Marseille, où se trouvait un pavillon de l’Indochine et où s’étaient produites des danseuses cambodgiennes. - Les Colonies d’Afrique : la femme adossée à une banquette avec un crâne de buffle avec des cornes en spirales, est représentée avec une coiffure tressée. À sa droite se trouve une guenon avec son petit. À ses pieds deux enfants présentent l’un un masque africain, l’autre une défense d’éléphant.                                                         |
| Monument à Frédéric Aillaud                                                  | 1924      | Villeneuve, Alpes-de-Haute-Provence, place de la fontaine ronde    | Buste en bronze doré représente le député-maire Frédéric Aillaud coiffé d'un chapeau à large bord. |
| Monument à Charloun Rieu                                                     | 1930      | Les Baux-de-Provence, esplanade du château                         | Ce monument se présente sous la forme d'une stèle demi-circulaire supportant le buste du poète Charles Rieu. Sur la face antérieur gauche est sculpté un bas-relief représentant une jeune arlésienne tenant un bouquet de fleurs dont elle hume le parfum. La partie droite de la même face représente un berger des Baux tenant dans ses bras un agneau. La face postérieure représente un rassemblement de bergers. |
| Monument à Capazza et Fondère                                                | 1930      | Marseille, Place Jean-Jaurès angle rue Sibié                       | Le 14 novembre 1886, Louis Capazza et Alphonse Fondère partent en ballon de cette place Jean-Jaurès et arrivent en Corse à Appietto : c'est la première traversée de la Méditerranée réalisée avec ce mode de locomotion. Pour commémorer cet événement un comité se constitue en 1929 afin d'ériger sur cette place un monument. Afin de ne pas réduire l'espace dévolu à un marché populaire, l'architecte Gaston Castel prévoit de construire, au dos de l'abside du couvent des sœurs de l'Espérance donnant sur la place, un placage de pierres appareillés faisant retour sur la rue Sibié. Les sculptures seront réalisées par Botinelly et le monument sera inauguré le 16 novembre 1930 par les aviateurs Dieudonné Costes et Maurice Bellonte. La partie haute du monument représente de profil les têtes des deux aéronautes ornées de branches de laurier et d'un cordage. En dessous est gravée la silhouette du ballon dénommé Cabezos qui leur a permis de réussir cet exploit. |
| Frédéric Mistral                                                             | 1932      | Marseille, jardin du palais Longchamp                              | Le buste de Mistral repose sur un piédestal sur lequel est sculpté Mireille, héroïne de son œuvre capitale Mirèio qui lui valut l'admiration de Lamartine et le prix Nobel de littérature en 1904. |
| Le Génie de la sculpture grecque                                             | 1933      | Marseille, 14 rue Buffon                                           | Lorsqu'en 1933 naît sa fille Ève, Botinelly réaménage sa demeure située rue Buffon et y crée un atelier jouxtant son habitation. Le linteau supérieur de la verrière donnant sur cette rue est orné d'un long relief en béton moulé, matériau peu onéreux, représentant le génie de la sculpture grecque. Cette figure porte à bout de bras une réduction de la Victoire de Samothrace. |
| La Loi et la Justice protégeant le Droit                                     | 1933      | Marseille, tribunal de commerce, rue Émile Pollack                 | Ce groupe grandeur nature a été réalisé en pierre de Senozan, calcaire dur marron-beige, et se trouve dans le salon d'honneur du Tribunal de commerce. Au centre de la composition le droit nu est entouré de deux allégories féminines : la loi portant un flambeau et la justice un miroir. |
| Le Docker                                                                    | 1936      | Marseille, Bourse du travail, 23 boulevard Charles-Nédélec         | L'immeuble de la bourse du travail a été construit par l'architecte Eugène Sénés. Sa façade est décorée par deux bas-reliefs représentant l'un le docker sculpté par Botinelly et l'autre le labour réalisé par Raymond Servian. |
| Monument commémoratif au roi Alexandre Ier de Yougoslavie et à Louis Barthou | 1938      | Marseille, angle de la place de la Préfecture et de la rue de Rome | Ce monument qui commémore l’assassinat du roi Alexandre Ier de Yougoslavie et du ministre Louis Barthou, a été conçu par l’architecte Gaston Castel. Le lieu d'érection du monument est celui où ont été déposées les deux dépouilles lors d'une veillée funèbre. Les masques mortuaires des deux victimes sont exposés au musée d'histoire de Marseille. Le monument se compose de quatre statues féminines sculptées par Antoine Sartorio : elles représentent La Justice, Le Droit, La Liberté, Le Travail, et tiennent deux par deux les portraits des deux victimes. Derrière elles se trouve un bouclier monumental posé contre deux colonnes décorées de bas-reliefs et sur lequel est inscrit « Pax », par-dessus les armoiries des deux pays. Sur ces colonnes figurent deux grandes figures féminines représentant la Yougoslavie et la France. Ces deux colonnes sont également décorées de bas reliefs évoquant des scènes de la vie quotidienne et des lieux célèbres de France et de Yougoslavie ; la colonne de droite dite de France a été sculptée par Élie-Jean Vézien, celle de gauche dite de Yougoslavie est l’œuvre de Botinelly. Ce monument fait l’objet d’une inscription au titre des monuments historiques depuis le 23 juillet 2009 ,. |
| La Méditerranée                                                              | 1939      | Marseille, roseraie du parc Borély                                 | Ce groupe en pierre (135 × 230 x 80 cm) constitue la seule commande de l'État que Botinelly a obtenue |
| Massilia                                                                     | 1942      | Marseille, hôtel de ville                                          | Sculpture d'une allégorie de la ville de Marseille représentée sous la forme d'une femme tenant dans sa main une nef antique, statue placée dans une niche de l'escalier d'honneur de l'hôtel de ville. |
| La Mer et La Camargue                                                        | 1951      | Marseille, rue de la loge                                          | Après la destruction en janvier 1943 de nombreux immeubles situés au nord du Vieux-Port, une reconstruction de grande ampleur fut entreprise. Certaines nouvelles constructions recevront diverses décorations. Botinelly réalisera la sculpture de deux embrasures des portes d'un immeuble situé rue de la loge. L'une représentera la Mer avec hippocampe, poulpe, langouste, crabe, coquillage..., l'autre La Camargue avec flamant rose, lièvre, canard, écureuil... |
| Nul bien sans peine                                                          | 1952      | Bandol, île de Bendor                                              | Ce monument dominant le débarcadère est dédié à l'artiste Pierre Puget représenté un marteau à la main au pied d'un bloc monolithique sculpté. Au pied du bloc est gravée la devise « Nul bien sans peine » que Paul Ricard a faite sienne. |
| Monument à la gloire du XVe corps                                            | 1957      | Marseille, caserne Audéoud                                         | Après différents projets plus ou moins importants, Botinelly réalise un simple stèle représentant une allégorie les cheveux au vent avec une branche de laurier. |
| Auguste et Louis Lumière                                                     | 1958      | La Ciotat, boulevard Beaurivage                                    | Ce monument érigé en arc de triomphe à ma mémoire de Louis et Auguste Lumière, inventeurs du cinéma, été conçu par Gaston Castel et sculpté par Botinelly. Il a été inauguré le 10 août 1958 en présence de Suzanne et Yvonne filles de Louis et de Henri Lumière fils d'Auguste. Sur la partie supérieure du monument sont sculptés deux médaillons représentant les profils des deux frères encadrant une représentation d'un globe terrestre entouré de la phrase « Le cinématographe fait connaître le monde ». |
| Bacchus et La Vigne                                                          | 1960      | Bandol, île de Bendor                                              | Ces deux statues sont placées à l'entrée du musée des vins et spiritueux |

### Œuvres dans les églises
| Nom                                                   | Date      | Localisation                                              | Note |  |
| ----------------------------------------------------- | --------- | --------------------------------------------------------- | --- |  |
| Sainte Fortunée, vierge et martyre                    | 1935      | Marseille, église Saint-Louis                             | Bas relief représentant sainte Fortunée tenant la palme des martyres avec à ses pieds un lion endormi. La verticalité du personnage est accentuée par des décrochements décroissants. |  |
| Les quatre évangélistes                               | 1935-1937 | Marseille, Cathédrale Sainte-Marie-Majeure                | Statues des quatre évangélistes placées à l'intersection de la nef et du transept. Ces statues ont été commandées par Mgr Dubourg |  |
| Sainte Jeanne d'Arc                                   | 1943      | Marseille, église Saint-Vincent-de-Paul dite les Réformés | Cette statue en pierre dressée sur le parvis de l'église représente Jeanne d'Arc vêtue en bergère, les mains au niveau de la taille. Le piédestal sur lequel repose la statue est décoré de quatre bas-relief représentant : Jeanne d'Arc et Charles VII, le sacre de Charles VII, la levée du siège d'Orléans et le martyre de Jeanne d'Arc. L'ensemble sera béni le 19 mai 1943 par Mgr Delay |  |
| Sainte Thérèse de l'Enfant Jésus et de la Sainte Face | 1947      | Marseille, église Saint-Vincent-de-Paul dite les Réformés | Statue de pierre représentant la sainte en habit de carmélite tenant des roses sur son cœur |  |
| Piéta                                                 | 1947      | Marseille, église Saint-Vincent-de-Paul dite les Réformés | Statue de pierre représentant la sainte en habit de carmélite tenant des roses sur son cœur. |  |
| Piéta                                                 | 1948      | Marseille, Basilique du Sacré-Cœur                        | À la différence des images traditionnelles d'une piéta représentant la Vierge Marie soutenant le corps de son fils, Botinelly représente le moment où Marie prend conscience de la mort de Jésus. |  |
| Sacré-Cœur                                            |           | Marseille, église Saint-Philippe                          | Statue du Sacré-Cœur. |  |
| Saints Bruno, Antoine de Padoue et Marie-Madeleine    | 1956      | Marseille, Église des Chartreux, place Edmond-Audran      | Botinelly réalise vers la fin de sa vie trois statues pour cette église : Saint Bruno, sainte Marie-Madeleine et saint Antoine de Padoue |  |
| Vierge entourée d'enfants                             | 1946      | Nîmes, Église Notre-Dame-des-enfants                      | Statue représentant la Vierge, entourée d'enfants, avec les mains élevées vers le ciel, telle l'Orante des représentations iconographiques de l'art byzantin. |  |

### Monuments aux morts
| Nom                                                       | Date | Localisation                                        | Note |
| --------------------------------------------------------- | ---- | --------------------------------------------------- | --- |
| Monument aux morts d'Arles                                | 1920 | Arles, Salin-de-Giraud rond-point Charles de Gaulle | Un poilu debout au sommet d'un obélisque tend le bras en signe de victoire, tandis qu'une femme assise devant le piédestal lui tend une gerbe de laurier |
| Monument aux instituteurs bas-alpins morts pour la patrie | 1920 | Digne-les-Bains, IUFM, 15 avenue joseph Reinach     | Le monument représente deux enfants en tablier debout devant un obélisque et présentant des guirlandes de laurier |
| Monument aux morts de Sisteron                            | 1921 | Sisteron                                            | Statue en marbre de Carrare représentant une femme casquée, allégorie de la victoire, les deux bras levés, tendant d'une main un rameau d'olivier et de l'autre le drapeau |
| Monument aux morts de Valréas                             | 1921 | Valréas, avenue Charles de Gaulle                   | Le monument d'une hauteur de 2,70 m est réalisé en calcaire urgonien du Bois des Lens dans le département du Gard. La France représentée sous la forme d'une femme casquée dépose des lauriers sur la tombe des enfants morts pour elle. Sur le piédestal un bas-relief représente des soldats portant sur une civière un camarade blessé. |
| Aux enfants de Saint-Henri morts pour la France           | 1921 | Marseille, cimetière de Saint-Henri                 | groupe dans le cimetière de Saint-Henri |
| Monument aux morts de la guerre                           | 1922 | Digne-les-Bains rond-point du Onze-novembre         | Le financement de ce monument a été assuré pour un tiers par des dons en provenance des bas-alpins émigrés au Mexique. Le monument, inauguré le 16 juillet 1922 est constitué d'une figure féminine, allégorie de la France, victorieuse de l'aigle germanique qu'elle foule aux pieds, elle soutient d'une main un Poilu mourant et de l'autre dresse fièrement le drapeau français. |
| Monument aux morts du jardin des Doms                     | 1924 | Avignon, jardin des Doms                            | À la suite d'un concours national, le projet présenté par Louis Botinelly est retenu. Le monument se trouve à l'entrée du jardin du rocher des Doms à proximité de la cathédrale. Au centre un personnage féminin en marbre de Carrare tient dans sa main gauche une couronne de laurier et de la droite s'abrite du soleil en soulevant sa capeline au-dessus de sa tête. Sur le piédestal sont gravés le blason de la ville d'Avignon (trois clés d'or encadrées par deux gerfauts) et la signature de l'artiste. Deux bas-reliefs situés de part et d'autre de la statue représentent des soldats avec à droite l'enterrement d'un poilu par ses frères d'armes et à gauche une marche des soldats vers la victoire. Le monument a été inauguré le 11 novembre 1924 par Édouard Daladier et a été inscrit au titre des monuments historiques le 22 février 2010. |
| Monument aux morts de Riez                                |      | Riez, place du centenaire                           | Le mémorial est constitué d'un obélisque tronqué aux angles arrondis devant lequel se tient une femme debout portant une couronne de lauriers. Les noms de deux batailles importantes de la guerre figurent, Somme et Verdun, sont inscrits au sommet de l'obélisque |
| Monument de la Résistance                                 | 1945 | Aix-en-Provence, Cimetière Saint-Pierre             | Une statue de résistant est encadrée par deux bas-reliefs, l'un montrant une attaque, l'autre des résistants morts. Ce monument a été offert à la ville d'Aix-en-Provence par l'association des victimes du nazisme et inauguré le 25 août 1945. |
| Monument aux morts de la Belle de Mai                     | 1947 | Marseiile, place Bernard Cadenat                    | Haut-relief 208 × 116 x 35 cm représentant la France armée d'un bouclier retenant de son bras droit un héros mort. |
| Monument aux morts de Château-Gombert                     | 1957 | Marseiile, Château-Gombert, place des héros         | Un monument dédié aux victimes de la Première guerre mondiale avait été érigé en 1922 avec une sculpture d'Eugène Gosselin. Cette statue a été remplacée en 1957 par une sculpture de Botinelly et le monument dédié aux victimes des deux guerres. |

### Sculptures funéraires
Louis Botinelly réalise plusieurs sculptures de tombes de particuliers notamment pour le Cimetière Saint-Pierre de  Marseille dont on peut citer celles des personnages suivants :
- J.B. Henry[49]
- Alexandre Gueidon, membre de l'Institut polytechnique de Paris[50]
- Jules-Justin Claverie, peintre paysagiste : la  plaque tombale représente une jeune femme allongée tenant dans sa main droite une palette de peintre et dans sa main gauche une branche de laurier ; le buste du défunt est placé sur un piédestal[51].
- Gaby Deslys, artiste de music-hall : Botinelly a sculpté un simple médaillon représentant la chanteuse marseillaise de profil[52]
- Famille Haourt-Barrat[53]
- Robert Charles Dubois aviateur mort pour la France le 10 décembre 1917, fils de Marius Dubois, président fondateur du Comité et du Musée du Vieux Marseille[54]

## Galerie

Œuvres de Louis Botinelly
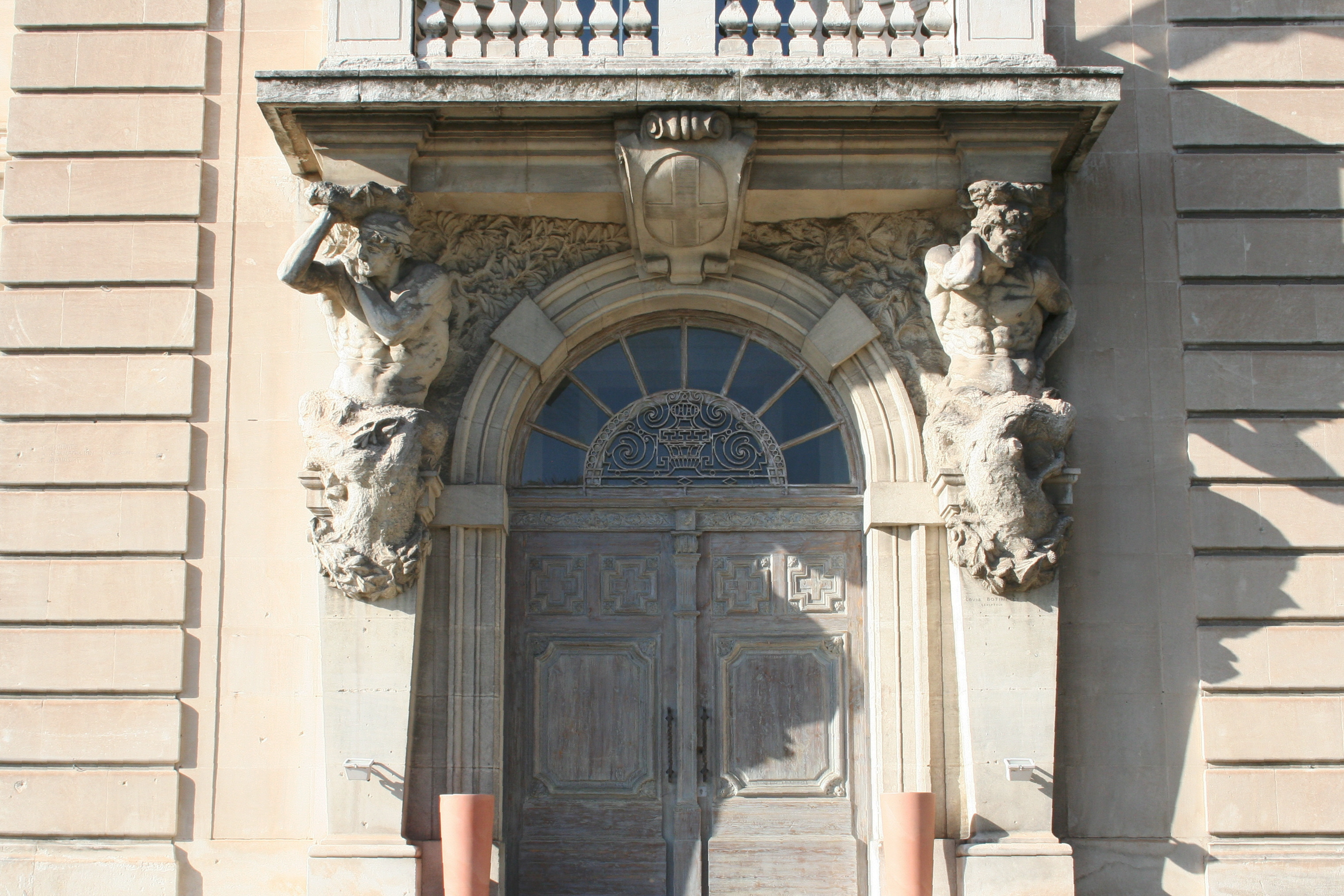
Atlantes d'un balcon palais des Arts Parc Chanot
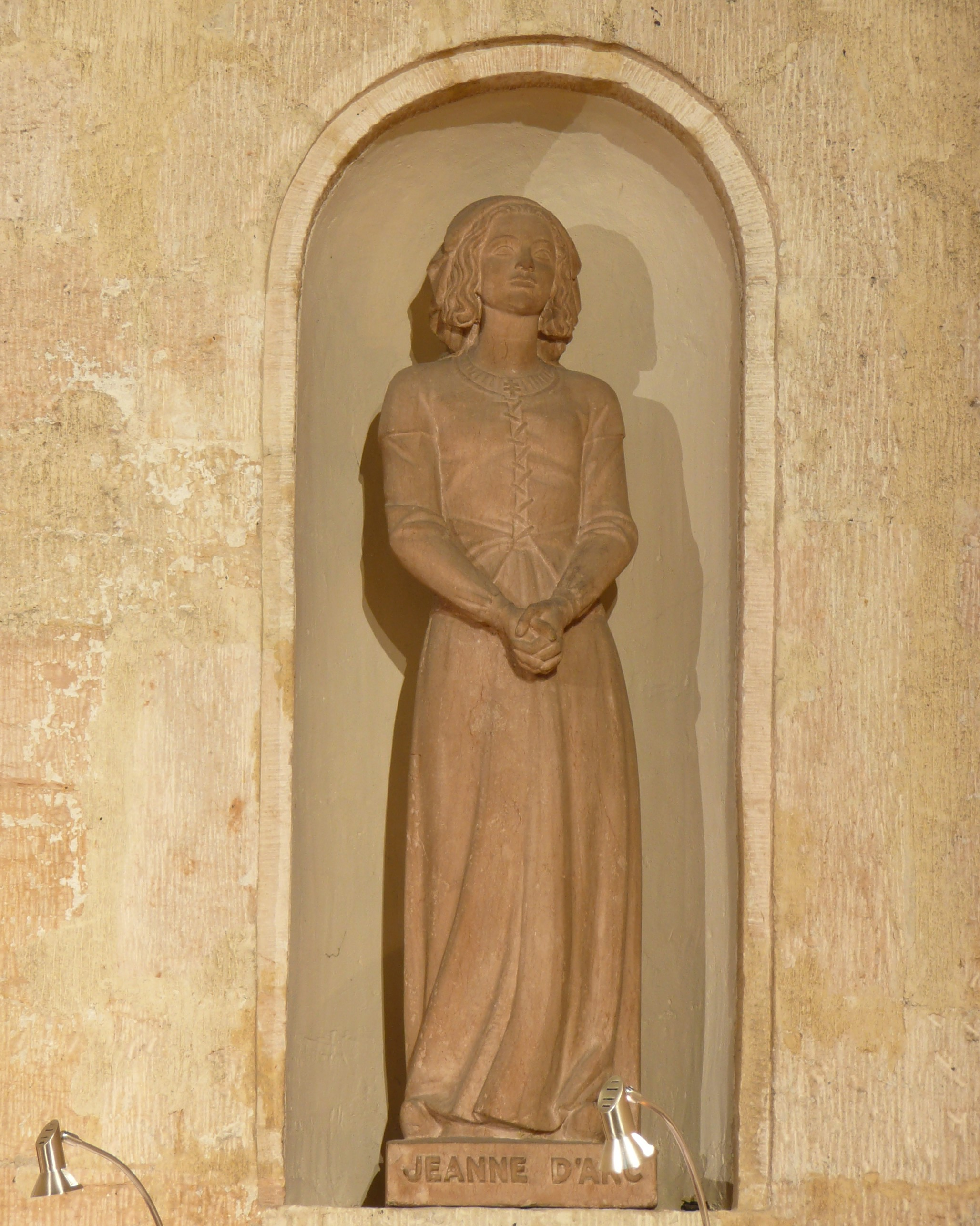
Ste Jeanne-d'Arc église St Ferréol à Marseille